# Apiocera norrisi
Apiocera norrisi är en tvåvingeart som beskrevs av Hardy 1940. Apiocera norrisi ingår i släktet Apiocera och familjen Apioceridae. Inga underarter finns listade i Catalogue of Life.